# 옐로우 코치 제조회사

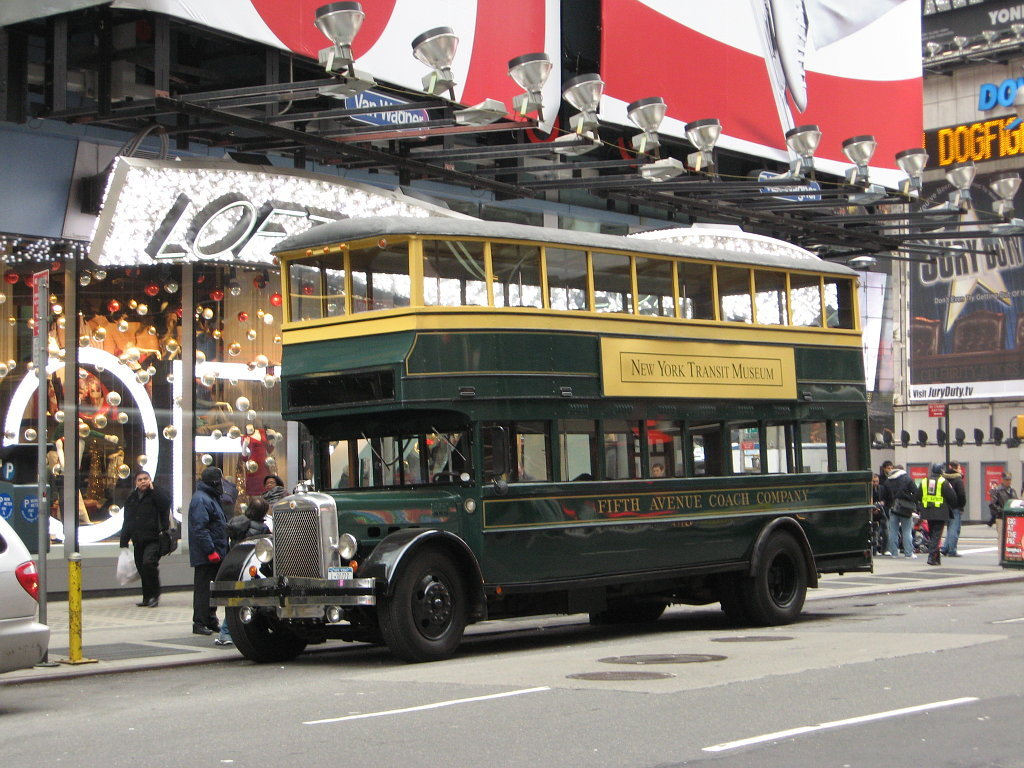
5번가 버스회사를 위해 복원 제작된 옐로우 코치 Z 모델

옐로우 코치 제조회사(대개 옐로우 코치라 불림)는 시내 버스를 만드는 미국의 초기 제조사이다. 1923년부터 1943년까지 옐로우 코치는 시내버스와 전기 구동 트롤리버스, 고속버스를 제조했다.
1923년 시카고에서 존 다니엘 허츠(John D. Hertz) 가 설립하였고 옐로우 택시 회사의 자회사로서모회사는 1925년 제너럴 모터스가 대주주가 되면서 옐로우 트럭 및 버스 제조 회사로 사명을 바꾸었다. GM이 1943년 회사를 모두 사들이자 GM의 트럭 계열사와 합병하여 GM 트럭 앤 코치 계열사가 되었다.
차량 렌탈 자회사(허츠 드라이버셀프 코퍼레이션과 옐로우 드라이버잇유어셀프로 알려진)를 존 허츠가 1953년 옴니버스 코퍼레이션으로 합병하여 이듬해 허츠 코퍼레이션으로 상장한다.

## 역사
존 D. 허츠와 동업자는 1922년 시카고 지역의 작은 회사와 버스 공장을 같이 사들이며 시작하여 제조 공장을 4단지 건설한다. 옐로우 코치 제조 회사는 이미 1923년 존 허츠가 옐로우캡 회사의 자회사로 설립하여 설립 첫해에 207대의 버스를 판매한다.
조지 J. 래컴(George J. Rackham)은 런던 대중 옴니버스 회사에서 일하기 시작하여 1922년부터 1926년까지 계속됐던 1차세계대전이 끝난 이후로 옐로우 회사에 고용되었을 때 낮게 제작한 버스의 섀시 프레임의 이점을 발견한다. 존 허츠는 버스 제작 사업을 시작하기 위해 래컴을 고용한 것으로 보인다. 1926년에 그는 영국으로 돌아와 기관장으로 레이랜드 모터스에 입사하여 타이탄과 티거 모델을 개발하는 책임을 맡는다.
제너럴 모터스는 1925년에 회사의 주식을 사 영향력을 행사하여 사명을 옐로우 트럭 앤 코치 제조 회사로 바꾸었으며 미시간주 폰티액에 있는 폰티액 웨스트 제조 공장에서 시설을 옮긴다.  버스업계에서 옐로우 트럭 앤 코치 제조 회사는 줄여서 옐로우 코치로 불렸다.
시내 버스와 고속 버스 사업이 급속하게 확장되던 1930년대에 옐로우 코치는 가장 많이 팔리는 버스를 만들게 된다(1935년 미국에서 고속 버스 승객수는 50% 증가한 651,999,000명으로    클래스 1 철도가 수송하는 승객 수를 뛰어 넘는 것이었다). 옐로우 코치는 전기 전차(노면 레일을 달리고 전차선으로 동력을 받는)에서 버스(가솔린 또는 디젤 엔진으로 구동하고 고체 바퀴에서 공기 타이어로 바뀜)로 넘어가는 가교 역할을 했다. 고속 버스를 가장 많이 공급하는 그레이하운드에게 옐로우 코치는 독특한 유선형 버스를 개발했는데 차바닥은 높고 바닥 아래에는 짐칸이 있으며 차 앞면은 평평하고 에어컨과 디젤 엔진을 달아 그레이하운드의 성장이 가장 컸던 해에 1,250대 공급을 돌파한다.
GM은 1943년에 회사를 완전 인수하여 GM 트럭 계열사와 합병하여 GM 트럭 앤 코치 계열사를 만든다. GM이 옐로우 코치의 T 시리즈와 P 시리즈 생산 라인을 멈추지 않았지만 1944년 옐로우 코치의 엠블럼은 GM 코치 또는 그냥 GM이라고 쓰인 엠블럼으로 바뀐다. 옐로우 코치 디자인은 소련에서 생산된 특정 ZIS 버스를 포함해 1959년까지 매우 다양하게 바뀌었다. 오직 두 모델(3101/3102 및 3501/3502)만이 "옛 모습"을 일부 닮아 1969년까지 계속 생산되었다. GMC 엠블럼은 1968년이 넘어서야 보이기 시작했다.

## 렌탈 회사 - 허츠 드라이버셀프 코퍼레이션/옐로우 드라이버잇유어셀프
옐로우 코치의 자회사로 알려진 허츠의 드라이버셀프 코퍼레이션 혹은 옐로우 드라이버잇유어셀프는 제너럴 모터스에 팔렸다가 결국에는 허츠가 1953년에 다시 사들였고 옴니버스 코퍼레이션에 합병하여 이듬해 허츠 코퍼레이션이라고 사명을 다시 짓는다.

## 생산된 모델

### XYZ 시리즈(1923-1936)
옐로우 코치는 생산한 차량의 모델 작명을 알파벳 역순으로 차례차례 지어나갔다. 처음에는 네 가지 모델을 제공했다.
- Z 타입 버스 또는 코치
- Z 타입 2층 버스
- Y 타입 코치
- X 타입 버스 또는 코치

모든 차량이 기존 전면 엔진 방식이며 옐로우 나이트 직렬 4기통 슬리브 밸브 가솔린 엔진을 달거나 표시가 없다면 GE 가솔린 엔진을 장착했다. 나이트 엔진은 뒷바퀴 쪽에 달려 등속 조인트에 의해 구동된다. 하이브리드 차량은 뒤 차축 대형 전기모터가 가솔린 엔진에 동력을 공급하는 방식이다.

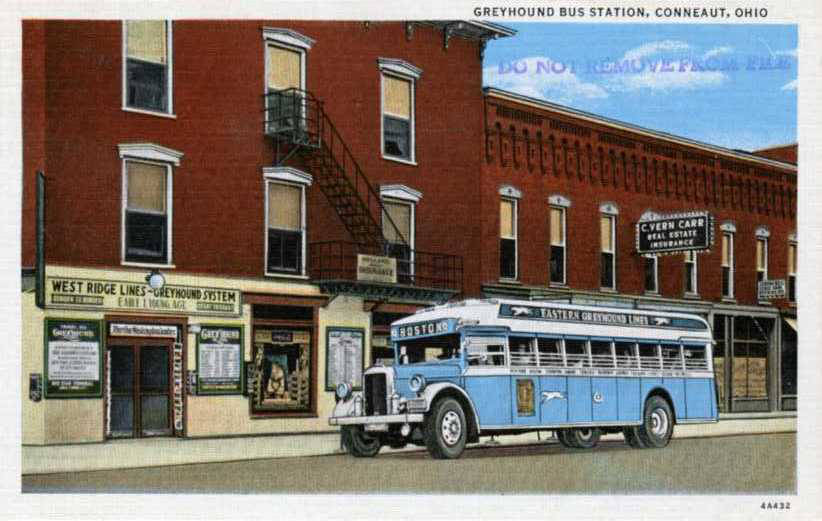
동부 그레이하운드 노선을 달리는 버스는 푸른색을 입히는데 옐로우 코치 Z-250 모델이 엽서 이미지(1930년경)로 사용되었다(비슷한 사진)

옐로우 코치 Z-250 모델의 전면

| 모델               | 좌석              | 엔진              | 용도              | 비고                                         |
| Z-모델(1923–1936)  | Z-모델(1923–1936) | Z-모델(1923–1936) | Z-모델(1923–1936) | Z-모델(1923–1936)                            |
| ------------------ | ----------------- | ----------------- | ----------------- | -------------------------------------------- |
| Z-29               | 29                |                   | 수송              | (photo)                                      |
| Z-63               |                   |                   | 수송              | 천장 개방 2층 버스                           |
| Z-66               |                   |                   | 수송              | 부분 개방 2층 버스 (photo)                   |
| Z-67               |                   |                   | 수송              | 천장 개방 2층 버스 (고체 바퀴) (photo)       |
| Z-200/Z-230        |                   |                   | 수송              | 천장 개방 2층 버스 (공기 타이어) (photo)     |
| Z-225              |                   |                   | 관광용 버스       | 부분 개방하고 일부는 캔버스를 덮은 지붕      |
| Z-230-W-8          | 33                | gas-electric      | 수송              | (photo)                                      |
| Z-250              | 33                |                   | 시외버스          | 그레이하운드가 개발 (photo)                  |
| Z-240              |                   |                   | 수송              | (photo) (photo)                              |
| Z-255              | 33                |                   | 시외버스          | (photo)                                      |
| Z-A-199            |                   |                   | 수송              | 3쌍의 바퀴를 달고 전면에서 승차하는 2층 버스 |
| Z-AAAM             | 63                |                   | 수송              | 천장 개방 2층 버스                           |
| Z-AAD              |                   | gas-electric      | suburban          |                                              |
| Z-AL-265           |                   | ASV               | 수송              | 버스와 트롤리의 중간                         |
| Z-AQ-273           |                   |                   |                   |                                              |
| Z-BI-610           | 32                |                   | 시외버스          |                                              |
| Z-BP-620           | 38                |                   | 수송              |                                              |
| Z-BR-602           | 62                |                   | 수송              | 2층 버스                                     |
| Z-C-201            | 66                |                   | 수송              | 2층 버스                                     |
| Z-CT-843           |                   |                   |                   |                                              |
| Z-E-203            |                   |                   | 수송              | 천장 개방 2층 버스                           |
| ZBQ-621            | 69                | gas-electric      | 수송              | 2층 버스                                     |
| Y-모델 (1924–1932) |                   |                   |                   |                                              |
| Y-29               | 29                |                   | 시외버스          | (photo)                                      |
| Y-Z-227            |                   |                   |                   |                                              |
| Y-Z-229            |                   |                   |                   |                                              |
| Y-O-254            |                   |                   |                   |                                              |
| Y-U-316            |                   |                   |                   |                                              |
| X-모델 (1924–1928) |                   |                   |                   |                                              |
| X-17               | 17                |                   | 시외버스          | GM 모델 (photo)                              |
| X-21               | 17-21             |                   | 시외버스          | (photo)                                      |
| W-모델 (1928–1935) |                   |                   |                   |                                              |
| W-21               | 18-21             |                   | 수송 or 시외버스  | (photo)                                      |
| V-모델 (1930–1936) |                   |                   |                   |                                              |
| V-29               | 29                |                   | 시외버스          |                                              |
| V-225              | 29                |                   | 수송 or 시외버스  | 1931 (photo)                                 |
| V-A-634            |                   |                   | 시외버스          |                                              |
| VR-819             |                   |                   | 시외버스          |                                              |
| U-모델 (1928–1935) |                   |                   |                   |                                              |
| U-16               | 16                |                   | 수송 or 시외버스  |                                              |
| U-29               | 29                |                   | 수송 or 시외버스  |                                              |
| 모델               | Seats             | Engine            | Type              | 비고                                         |

### 700 시리즈 (1931-1939)

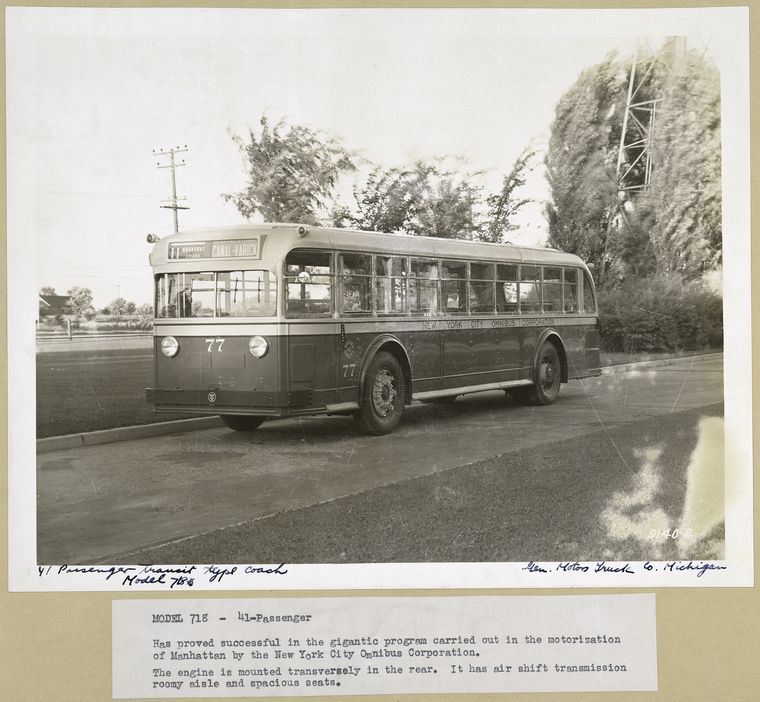
718 모델(NYPL 컬렉션))

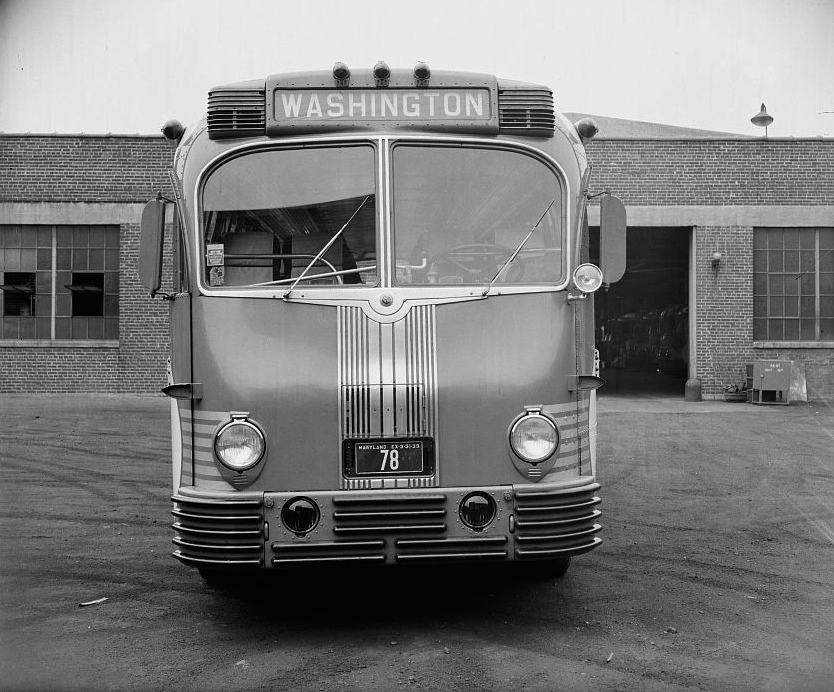
700-시리즈 그레이하운드 슈퍼 코치 (1938년 사진)(옆모습)

1931년에 옐로우 코치는 700 시리즈를 도입하였는데 처음 디자인은 후면에 엔진을 장착한 모습이 특징 중의 하나였다. 후면 장착 엔진은 혁신에 해당되었는데 기계적인 손실이나 소음을 줄이고 등속 조인트 길이를 줄여 중량을 줄이는 데다가 기존에 주행하던 전면 엔진과 배기관 사이를 통과하는 배기가스를 줄였다. 독일과 영국에 위치한 버스 제조 업체는 1950년대가 되어서야 완전한 후면 엔진 모델을 생산했다. 고객은 항상 후면 엔진을 선호하지는 않았는데 전면 엔진이 익숙하고 엔진의 소음과 진동을 승객이 직접 받지 않는 등의 이유를 주목해서였고 때때로 미관상의 이유로 전면 엔진을 선택했다. 결국 700 시리즈는 전면 엔진과 후면 엔진 모델을 모두 포함했다.
1934년에 혁신의 바람을 일으킨 후륜 구동 방식의 특허를 보유한 드와이트 오스틴이 옐로우 코치에 고용되어 FR방식의 700 시리즈를 개발하는데 V자 모습의 드라이버가 특징이다. V 드라이브를 포함한 에어컨, 디젤 엔진, 평평한 전면, 높은 버스 바닥(밑에 위치한 짐칸), 통으로 찍은 버스 몸체는 혁신이자 꽤나 오랫동안 표준이 된다. V 드라이브는 GM이 생산하는 표준으로 1980년대까지 이어진다.

#### 베스트셀러 대중 교통 버스: 모델 718 및 728
주목할만한 700 시리즈 버전은 모델 718 및 728으로 도시에서 수송용으로 개발되었다. 모델 718은 뉴욕과 로스 앤젤레스의 대형 운송 사업자에게 426대를 판매하여 1930년대 초 가장 대중적인 대중 교통 버스가 되었다. 후기 모델 728은 1930년대 후반에 생산된 9가지 변형을 통해 운송 사업자에게 1,189대를 판매했다. 두 모델 모두 예외적으로 엔진이 후면에 장착됐다.

#### 그레이 하운드 (시외 버스): 모델 719 및 743
시외 버스 서비스 운영 업체인 그레이하운드 라인의 경우 옐로우 코치가 1936년 모델 719를 개발하여 높은 차바닥과 그 아래에 짐칸 그리고 평평한 전면과 유선형 외관을 도입했다. 1937년에 모델 719가 모델 743으로 변경되고 에어컨과 디젤 엔진을 도입했다. 모델 719와 743은 그레이하운드의 슈퍼코치라는 브랜드로 판매되었으며 판매가 그레이하운드와 그 계열사에 사실상 제한되었다. 그레이하운드 라인은 1937년에서 1939년 사이에 생산된 1,256개의 모델 743을 전량 구매했다.

#### 700 시리즈 생산 세부 정보
모든 모델은 96 인치 (2.4 m)  너비의 싱글 데크 버스이다.

### 1200 시리즈 (1938-1940)
모델 1200 시리즈는 퍼블릭 서비스 코퍼레이션(에너지 운송 수단등을 제공하는 공기업이다)에 모델 739의 디자인을 바꾼 모델 1203과 함께 1938년에 출시되었다.  6으로 이름이 끝나는 모델중 3 개는 새로운 P 시리즈 이름을 부여 받았고 나머지는 T 시리즈 이름이 부여받았다.
| 모델 | 좌석 | 유형 | 엔진        | 노트                                                                                            |
| ---- | ---- | ---- | ----------- | ----------------------------------------------------------------------------------------------- |
| 1203 |      | 운송 |             | 재 지정 모델 139; 뉴저지의 퍼블릭 서비스 코퍼레이션을 위해 제조                                 |
| 1204 | 24   | 운송 | 후방        | 1938-1940년 생산; 모델 TG-2401로 대체됨                                                         |
| 1208 | 41   | 운송 | 무궤도 전차 | 밀워키 일렉트릭 레일웨이 앤드 라이트 컴퍼니를 위해 1938년에 제조된 40 대; 마지막 YC 트롤리 버스 |
| 1209 | 25   | 객실 | 후방        | "크루저레떼"; 모델 PG-2501로 대체 됨                                                            |
| 1210 | 37   | 객실 | 후방        | 1939년에 생산된 46대; PG-3701 및 PD-3701 모델로 대체됨                                          |
| 1213 | 29   | 객실 | 후방        | 대체된 모델 (724); 변경없이 PG-2901 모델로 대체                                                 |

1940년에는 모델 1200 시리즈의 이름이 T- 또는 P- 시리즈로 변경되었다. 새로운 모델 명칭은 유형, 연료, 추진력 (수송시) 또는 승객, 좌석 수 및 버전 번호를 나타낸다. (첫 번째는 -01, 두 번째는 -02 등이었다.)

### T-시리즈 (1940-1942)
모든 "T"시리즈 모델은 도시 대중 교통 버스였다. 모델명은 두 개 또는 세 개의 글자와 네 개의 숫자로 구성된다.  이는 버스의 종류를 기본적으로 설명한다.
| 유형               | 연료                | 동력 전달                  | 명목 좌석 수용 능력 | 시리즈    |
| ------------------ | ------------------- | -------------------------- | --- | --------- |
| T = 대중 교통 버스 | D = 디젤 G = 가솔린 | E = 기계적 E = 전기 추진력 | 21 = 24 = 23 피트 6 인치 (7.16 m) 25 = 27 = 25 피트 (7.6 m) 32 = 28 피트 (8.5 m) 36 = 30 피트 6 인치 (9.30 m) 40 = 33 피트 (10 m) 45 = 35 피트 (11 m) 54 = 41 피트 6 인치 (12.65 m) | 두 자릿수 |

| 전면 엔진 모델 - TG-2101 - TG-2102 - TG-2105 - TD-2401/TG-2401 - TG-2402 - TG-2405 |  | 후면 엔진 모델 - TD-2501/TDE-2501 - TD-2502 - TD-2701/TG-2701 - TD-2705/TG-2705 - TG-2706 - TD-3201/TG-3201 - TD-3205/TG-3205 - TD-3601/TG-3601 - TD-3602/TG-3602 - TG-3603 - TD-3605/TG-3605 - TD-3606/TG-3606 - TD-4001/TDE-4001/TG-4001 - TDE-4002 - TD-4005/TDE-4005/TG-4005 - TD-4006 - TG-4501 - TD-4502/TG-4502 - TD-4503 - TD-4505/TG-4505 - TD-5401 |

### P 시리즈 (1939-1944)
"P"는 팔러 코치(시외 버스의 종류)로서 P 시리즈가 주로 도시 간 버스 승객의 편안함을 위해 설계되었음을 나타낸다. 모든 모델은 96 인치 (2.4 m) 너비의 후면 엔진 팔러 코치이다.
| 유형          | 연료                | 고객                        | 명목 좌석 수용 능력                                                    | 시리즈    |
| ------------- | ------------------- | --------------------------- | ---------------------------------------------------------------------- | --------- |
| P = 팔러 코치 | D = 디젤 G = 가솔린 | G = 그레이 하운드 전용 모델 | 25 = 30 피트 (9.1 m) 29 & 33 = 33 피트 (10 m) 37 & 41 = 35 피트 (11 m) | 두 자릿수 |

| 모델     | 세워짐    | 수량 | 엔진                 | 노트 |
| -------- | --------- | ---- | -------------------- | --- |
| PG-2501  | 1939-1940 | 00 8 | GMC 248 6 cyl. gas   | 변경되지 않은 모델 1209 (첫 번째 시리즈). |
| PG-2502  | 1939-1940 | 0 66 | GMC 308 6 cyl. gas   | PG-2501와 다른 팬, 라디에이터 배열 및 변속기 및 차체 후면이 보다 높음 |
| PG-2503  | 1941      | 00 4 | GMC 248 6 cyl. gas   | PG-2501과 동일한 기존의 클러치 페달 및 밀폐형 빔 헤드 라이트와 함께 2개의 로드 트랜스미션과 개선된 시프트와 프레임, 개선된 엔진 마운트를 장착했고 열거한 PG-2505처럼 외관 변화를 포함한다. |
| PG-2504  | 1940-1941 | 0 70 | GMC 308 6 cyl. gas   | PG-2501과 동일한 기존의 클러치 페달 및 밀폐형 빔 헤드 라이트와 함께 2개의 로드 트랜스미션과 개선된 시프트와 프레임, 개선된 엔진 마운트를 장착했다.                                         |
| PG-2505  | 1941-1942 | 118  | GMC 308 6 cyl. gas   | PG-2504와 동일하고 내부 외관이 개선되고 표준으로 채택 된 수많은 특수 제품이 포함되었다. |
| PG-2901  | 1939-1940 | 0 50 | GMC 426 6 cyl. gas   | "크루저레떼"; 모델 1213과 차이가 없다. |
| PD-2901  | 1939-1940 | 0 16 | GMC 4-71 4 cyl. 디젤 | "크루저레떼" |
| PG-2902  | 1940-1941 | 0 56 | GMC 426 6 cyl. gas   | "크루저레떼"; PG-2901과 동일하고 2개의 로드 트랜스미션 시프트와 밀폐형 빔 헤드 라이트, 리프 스프링 서스펜션 및 개선된 드래그 링크가 있다.                                                  |
| PD-2902  | 1941-1942 | 249  | GMC 4-71 4 cyl. 디젤 | "크루저레떼"; PD-2901과 동일하고 내부 외관이 개선되고 표준으로 채택 된 수많은 특수 제품이 포함되었다.                                                                                      |
| PG-2903  | 1941-1942 | 304  | GMC 426 6 cyl. gas   | "크루저레떼"; PG-2902와 동일하고 내부 외관이 개선되고 표준으로 채택 된 수많은 특수 제품이 포함되었다.                                                                                      |
| PD-3301  | 1942      | 115  | GMC 4-71 4 cyl. 디젤 | PG-2900과 유사한 구성 및 외관. |
| PG-3301  | 1942-1943 | 0 49 | GMC 477 6 cyl. gas   | PG-2900과 유사한 구성 및 외관. |
| PD-3701  | 1940-1941 | 0 59 | GMC 6-71 6 cyl. 디젤 | "실버사이드" |
| PDG-3701 | 1940-1941 | 240  | GMC 6-71 6 cyl. 디젤 | 그레이하운드 버전의 PD-3701 |
| PG-3701  | 1940-1941 | 0 70 | GMC 707 6 cyl. gas   | |
| PGG-3701 | 1940-1941 | 0 91 | GMC 707 6 cyl. gas   | 그레이하운드 버전의 PG-3701. |
| PDA-3701 | 1942-1943 | 185  | GMC 4-71 4 cyl. 디젤 | PG-2900과 유사한 구성 및 외관. |
| PGA-3701 | 1942-1943 | 0 51 | GMC 477 6 cyl. gas   | PG-2900과 유사한 구성 및 외관. |
| PDG-4101 | 1940-1941 | 224  | GMC 6-71 6 cyl. 디젤 | 1940 그레이하운드 사양. |
| PGG-4101 | 1940-1941 | 0 35 | GMC 707 6 cyl. gas   | 1940 그레이하운드 사양. |

### GM과 GMC
1944년 제너럴 모터스는 옐로우 코치의 인수 및 합병을 완료했다. GM 및 GMC 버스 브랜드 및 B 시리즈 스쿨 버스 및 S 시리즈 교외 버스와 같은 다른 변형 제품과 함께 꾸준히 T 시리즈와 P 시리즈를 생산하고 모델 번호를 매겼다.  옐로우 코치 디자인은 1959년까지 계속해서 널리 생산되었는데 그 해 GM이 뉴룩 모델을 발표했다. 마지막 옐로우 코치 디자인은 1969년에 생산을 중단했다.

## 그 외
- GM 트럭 및 코치 사업부
- GM "구형"대중 교통 버스

## 같이 보기
- 제너럴 모터스 노면전차 음모사건

## 서지
- Luke, William A. (2001). Yellow Coach Buses - 1923–1943 Photo Archive, Hudson, WI: Iconografix. ISBN 1-58388-054-2
- Luke, William A. & Metler, Linda L. (2004). Highway Buses of the 20th Century, Hudson, WI: Iconografix. ISBN 1-58388-121-2
- Luke, William A. & Metler, Linda L. (2005). City Transit Buses of the 20th Century, Hudson, WI: Iconografix. ISBN 1-58388-146-8
- McKane, John H. & Squier, Gerald L. (2006). Welcome Aboard the GM New Look Bus, Hudson, WI: Iconografix. ISBN 1-58388-167-0
- Plachno, Larry (2002). Greyhound Buses Through the Years - Part I, Polo, Il: National Bus Trader Magazine, November, 2002
- Stauss, Ed (1988). The Bus World Encyclopedia of Buses, Woodland Hills, CA: Stauss Publications. ISBN 0-9619830-0-0